# Tweede brief van Paulus aan de Tessalonicenzen
De Tweede brief van Paulus aan de Tessalonicenzen (vaak kortweg 2 Tessalonicenzen genoemd) is een boek in het Nieuwe Testament van de christelijke Bijbel. Het is een van de brieven van Paulus aan de christelijke gemeente in Thessaloniki. De brief telt drie hoofdstukken en werd geschreven in het Koinè-Grieks. Het is een vervolg op de eerste brief van Paulus aan de Tessalonicenzen.

## Geadresseerden
In Handelingen wordt verteld dat gedurende apostel Paulus' tweede zendingsreis Paulus en Silas vanuit Filippi naar Thessaloniki trokken, de hoofdstad van de Romeinse provincie Macedonië. Paulus begon in de synagoge die daar was direct het evangelie te prediken aan zowel de Joden als niet-Joden. Gedurende drie sjabbats sprak hij in de synagoge en betoogde aan de hand van gedeelten uit de Hebreeuwse Bijbel dat Jezus de messias was, moest lijden en sterven en daarna uit de doden moest opstaan. Hoewel hij een aantal Joden en niet-Joden bekeerde, keerden de Joden die zich niet lieten bekeren zich tegen hem in een volksoploop, zodat Paulus en Silas spoorslags naar Berea (het huidige Aleppo) reisden. Voor de christenen in Tessaloniki brak een moeilijke periode aan.
Volgens de brief hadden de christenen in Thessaloniki op het moment van schrijven nog steeds te lijden onder vervolging. Om wat voor soort vervolging het ging is niet bekend.

## Auteurschap en verband met de eerste brief aan de Tessalonicenzen
De tweede brief aan de Tessalonicenzen wordt traditioneel beschouwd als een vervolg op de eerste brief van Paulus aan de Tessalonicenzen. De twee brieven zijn beide gericht aan de gemeente in Thessaloniki, ze vermelden beide Paulus, Silvanus (Silas) en Timoteüs als afzender en ze hebben eenzelfde structuur. Ook besteden ze beiden veel aandacht aan de wederkomst van Jezus.
Hoewel men over het algemeen aanneemt dat 1 Tessalonicenzen inderdaad door Paulus is geschreven, ligt dit bij 2 Tessalonicenzen lastiger. Op een aantal punten vertonen de twee brieven zulke grote overeenkomsten dat het aannemelijk lijkt dat ze kort na elkaar geschreven zijn, maar tegelijk is er een aantal grote verschillen. Niet alleen de toon van de tweede brief is anders, namelijk koeler of afstandelijker, maar ook de inhoud bevat een aantal duidelijke verschillen, met name juist waar het om de wederkomst van Jezus gaat. Er lijkt een tegenstelling te bestaan tussen de spoedige verwachting van Jezus' terugkeer in de eerste brief en de waarschuwing tegen overspannen wederkomstverwachtingen in de tweede brief.
De klassieke interpretatie is dat de tweede brief een reactie is op de eerste, waarbij de eerste overtrokken verwachtingen gewekt had die door de tweede brief gecorrigeerd werden. Paulus schreef deze tweede brief, aldus sommige uitleggers die vasthouden aan Paulus' auteurschap, korte tijd na de eerste, mogelijk nog tijdens het verblijf van Paulus, Timoteüs en Silvanus in Korinthe. In dat geval wordt de brief rond 51 n.Chr. gedateerd. Deze korte tijd tussen de twee brieven zou de grote overeenkomsten verklaren, terwijl de verschillen in toon en inhoud te maken hadden met de ontwikkelingen in Thessaloniki direct na de eerste brief. Andere uitleggers houden ook vast aan het auteurschap van Paulus maar dateren de brief later, aan het eind van zijn leven.

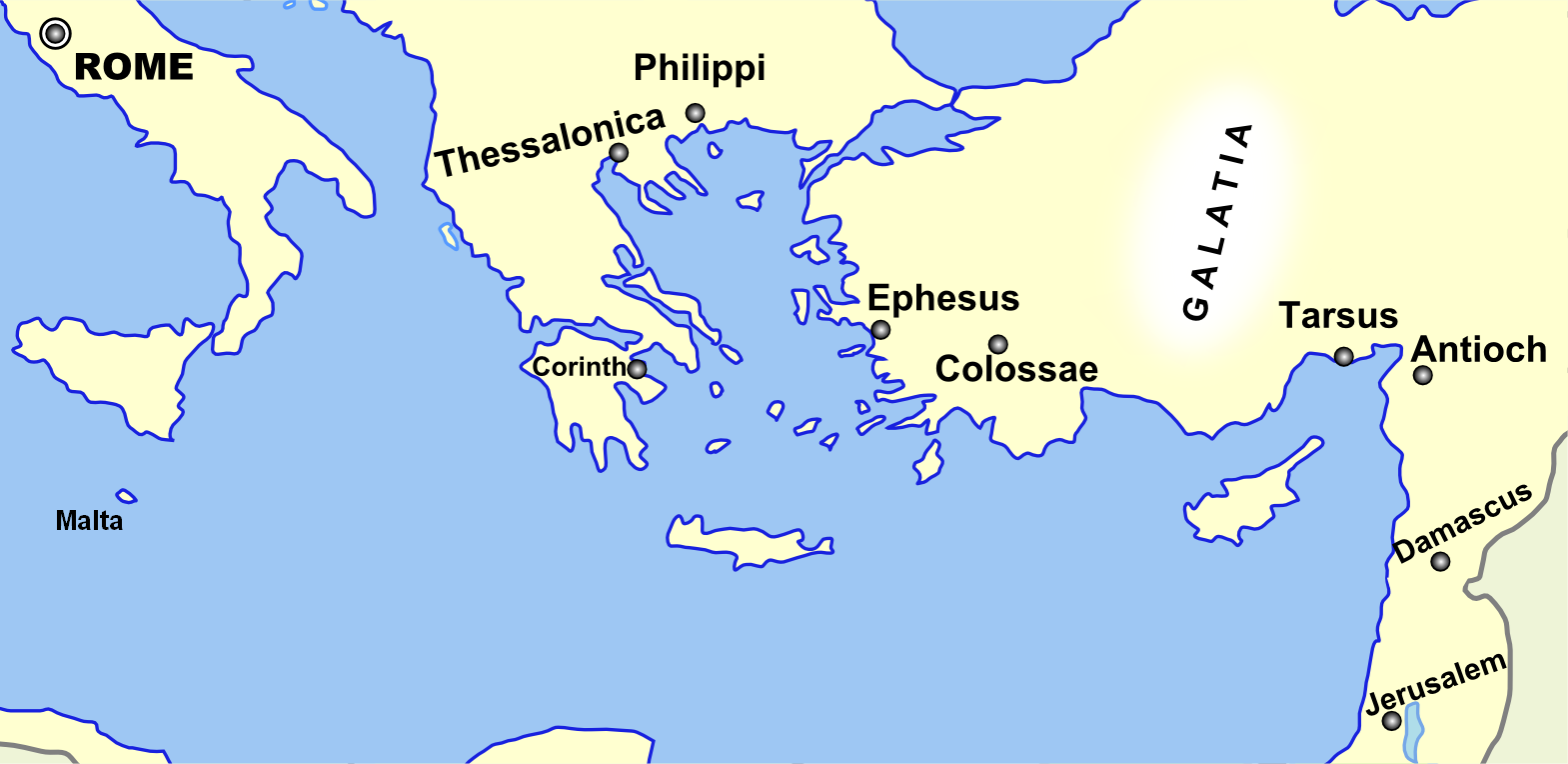
Belangrijke steden in de Paulijnse brieven.

Veel uitleggers nemen echter aan dat 2 Tessalonicenzen niet door Paulus is geschreven. Udo Schnelle wees erop dat de stijl van 2 Tessalonicenzen aanzienlijk afwijkt van die van de onbetwiste brieven. De brief zou in vergelijking beperkt van stof zijn in plaats van een levendige discussie over vele thema's te bevatten. Zo ontbreken de diepzinnige vragen die in veel van de onbetwiste brieven van Paulus voorkomen. Volgens Alfred Loisy verraadt de brief kennis van de synoptische evangeliën, die echter nog niet waren geschreven toen Paulus zijn brieven schreef. Bart Ehrman merkte op dat het hameren op de authenticiteit in de brief zelf, en het sterke veroordelen van vervalsing aan het begin van de brief, een typische slimmigheid is, die je meestal juist aantreft in vervalste documenten. In andere Paulusbrieven ontbreken dit soort waarschuwingen dan ook.
Wat ook vaak naar voren wordt gebracht is de context van de brief. Zo beweert bijvoorbeeld Norman Perrin dat in het gebed in Paulus' tijd God (de Vader) doorgaans als de ultieme rechter werd gezien in plaats van Jezus (dat laatste werd pas algemeen tegen het einde van de eerste eeuw). In 2 Tessalonicenzen staat moge de Heer uw harten richten op .... de standvastigheid van Christus (3:5) in tegenstelling tot 1 Tessalonicenzen moge uw harten in onschuld vestigen ... voor God en Vader, bij de wederkomst van onze Heer Jezus....(3:13), hetgeen zou suggereren dat deze brief enige tijd na de dood van Paulus werd geschreven.
Het grootste theologische verschil tussen de twee brieven is volgens deze onderzoekers dat in 1 Tessalonicenzen de wederkomst van Christus nabij is, terwijl het grootste deel van 2 Tessalonicenzen volledig gewijd lijkt te zijn aan het aantonen van het tegendeel. Zij denken dat het verschijnen van 2 Tessalonicenzen veroorzaakt is door het uitblijven van de wederkomst van Jezus voor het overlijden van Paulus en dat dit de belangrijkste reden is dat 2 Tessalonicenzen werd geschreven en op Paulus' naam gezet.

## Inhoud
De auteur van 2 Tessalonicenzen had in ieder geval twee duidelijke aanleidingen voor het schrijven van de brief. Ten eerste hadden de christenen tot wie de brief gericht was te maken met ernstige vervolgingen. De auteur prijst de standvastigheid die ze tot nu toe getoond hebben en verzekert hen dat hun vervolgers hun verdiende loon zullen ontvangen.
Daarnaast richt de auteur zich tegen de gedachte dat de wederkomst van Christus aanstaande was, of zelfs al begonnen was. Volgens de auteur is dit een dwaling. Met nadruk veroordeelt hij degenen die in de aanstaande wederkomst een reden zagen om hun werk en verplichtingen te verzaken. Vers 2:2 suggereert dat deze dwaling verspreid werd door teksten en uitspraken die ten onrechte aan Paulus en/of zijn medewerkers toegeschreven werden. Dit kan ook de reden zijn dat de auteur van 2 Tessalonicenzen, als dit niet Paulus zelf was, ervoor koos deze dwaling te bestrijden door ook zijn brief als door Paulus geschreven voor te doen komen.

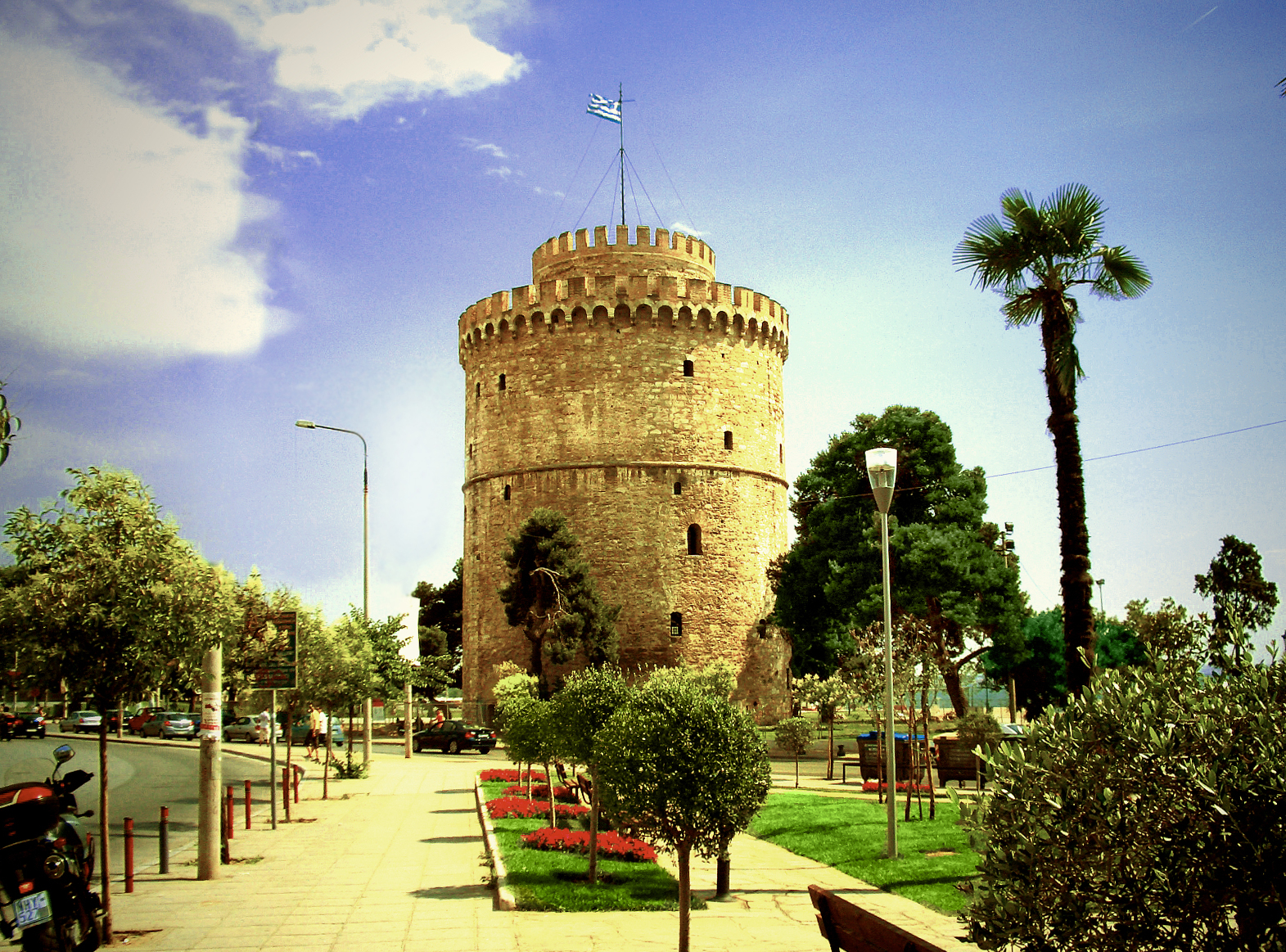
Thessaloniki anno 2007.

Hoofdstuk 2 bevat een aantal lastig te duiden teksten die doen denken aan Joodse en christelijke apocalyptische literatuur. Voordat de wederkomst plaats zal vinden, zal er sprake zijn massale geloofsafval en het verschijnen van "de wetteloze mens", die alles wat goddelijk en heilig is zal bestrijden alvorens zelf vernietigd te worden door Christus. Zover is het echter nog niet, aldus de schrijver van de brief. Op dit moment is de wetteloosheid nog werkzaam "in het verborgene" en eerst moet degene die de wetteloosheid tegenhoudt verdwijnen. Wie of wat "de wetteloze" op dat moment nog tegenhoudt vermeldt de auteur niet: hij heeft zijn lezers al vaker over deze dingen verteld (2:5) en zij zouden daarom wel weten waardoor "de wetteloze" voorlopig nog tegengehouden wordt. Mogelijk doelde hij hierbij op de Romeinse overheid, of de overheid in het algemeen, die de wetteloosheid nog zou beperken totdat "de wetteloze" komt.

### Indeling
- Groet (1:1-2) (identiek aan die van de eerste brief)
- Paulus dankt God voor het geloof van de gemeente in Thessalonica (1:3-5)
- Hij troost hen in hun verdrukking (1:6-12)
- De schrijver wijst hen er op dat Christus pas kan komen nadat een tegenstander van God zichzelf verheven heeft (2:1-17).
- Hij eindigt met een aantal praktische vermaningen (3:1-16) en ondertekening (3:17,18)